# Massimo Bernardi
Massimo Bernardi (Santarcangelo di Romagna, 17 maggio 1960) è un allenatore di pallacanestro italiano, head coach di San Severo.

## Carriera
Bernardi comincia ad allenare a Rimini, dove vince gli scudetti cadetti e juniores con giocatori come Carlton Myers, Ruggeri, Ferroni, Semprini. Nella stagione 1992-93 raccoglie l'eredità di Piero Pasini diventando capoallenatore della prima squadra in Serie A1, in un'annata culminata con la retrocessione dopo i play-out.
Dopo aver allenato la Virtus Ragusa nel campionato di B1 1994-95 arrivando in finale promozione, approda ad Ozzano dove con lo Sporting Club Gira vince il campionato di B2 nel 1995-96. Nelle stagioni 1996-97 e 1997-98 continua a guidare la formazione ozzanese in B1, allenando anche un giovane Massimo Bulleri. Nel 1999 vince la Coppa Italia di Serie B con Roseto. Nella stagione 1998-99 lavora nel settore squadre Nazionali come capoallenatore della Juniores, con la quale vince il Challenge Round di Maribor.
L'anno successivo torna al Basket Rimini in A1, con cui disputa anche la Coppa Korać, prima di essere esonerato a dicembre.
Raggiunge successivamente la finale per la promozione in Legadue con la Dinamo Sassari nella stagione 2001-02 (battuto dalla Robur Osimo) e con la Banca Nuova Trapani nella stagione 2002-03, sconfitto proprio dal Dinamo Sassari.
Il trasferimento l'anno successivo in Campania nella Pepsi Caserta consente di mantenere le ambizioni di promozione con il quarto posto nella regular season, ma l'eliminazione nei quarti di finale ad opera della Junior Casale Monferrato.
Il 2004 lo vede allenare il Veroli Basket con cui ottiene un 2º posto nella stagione regolare ed una eliminazione ai quarti di finale da parte della sorprendente Castelletto Ticino (poi promossa in A2).
Nel 2005-06 in serie B1 raggiunge il 4º posto nella stagione regolare con la VemSistemi Forlì ma viene eliminato nelle semifinali play-off.
Nell'estate 2006 va a Casale Monferrato nelle vesti di assistente di coach Marco Crespi. Torna a sedere da capoallenatore su una panchina di Legadue nel 2006-07 con la sua seconda parentesi alla Dinamo Sassari, subentrando a novembre con la squadra ultima in classifica e finendo per portarla a sfiorare i play-off. 
L'anno successivo stagione 2007-08 conquista la salvezza con Fabriano schierando giovani come Alessandro Piazza e Alessandro Infanti.
A Trieste il GM Matteo Boniciolli si ricorda di lui e gli offre la panca della città giuliana, per la risalita verso la terza serie. Vince il campionato e riporta Trieste in Serie A Dilettanti. Una salvezza ottenuta anche valorizzando tanti giovani tra i quali Marco Spanghero, nella stagione 2009-10.
L'8 novembre 2010 viene ingaggiato come allenatore del Basket Massafra al posto di Massimo Bianchi. La stagione si conclude con la retrocessione in Serie B per effetto della classifica avulsa.
Dal gennaio 2012 allena gli Angels Santarcangelo, squadra alla sua prima esperienza in Divisione Nazionale A, che conduce alla salvezza. In estate diventa capo allenatore dell'Orlandina Basket in Legadue, ma a novembre viene sollevato dall'incarico e sostituito da Gianmarco Pozzecco.
Dopo l'esonero di Recanati nel corso della DNA Silver 2013-14, passa ad allenare nel gennaio del 2015 la Pallacanestro Orzinuovi in Serie B, ma viene esonerato a play-off ancora in corso all'indomani della sconfitta in gara 1 contro Montichiari.
Il 3 gennaio 2016 viene chiamato a sostituire il bulgaro Georgi Mladenov alla guida dei Crabs Rimini in Serie B. La squadra, che stava lottando per la salvezza, inverte la tendenza e conquista l'accesso ai play-off grazie al ruolino di 13 vittorie e 2 sconfitte in regular season dal momento del suo arrivo.
Nonostante l'ottima parentesi con i Crabs Rimini, nell'estate 2016 decide di tornare agli Angels di Santarcangelo, squadra che pochi giorni prima aveva comunicato di ripartire dalla Serie D dopo un campionato in Serie B. Qui Bernardi allena sia la prima squadra che la formazione Under-18.
Nell'estate del 2018 Bernardi segue alcuni dirigenti e giocatori degli Angels Santarcangelo nella loro nuova esperienza con Rinascita Basket Rimini, squadra appena fondata, in procinto di disputare il campionato di Serie C con una nuova matricola FIP. La nuova compagine domina il primo campionato della propria storia con 21 vittorie e una sola sconfitta in regular season, per poi affermarsi in tutte le partite dei play-off e salire in Serie B. Al termine del campionato di Serie B 2019-20, concluso in anticipo per via della pandemia di COVID-19, Bernardi firma un rinnovo triennale. Un anno dopo, prima di gara 2 dei quarti di finale dei play-off contro la JuVi Cremona, il coach accusa un malessere che si rivela poi essere COVID-19: la squadra supera ugualmente il turno con un 3-0, ma è costretta al ritiro dalle semifinali contro Piacenza a causa di un focolaio del virus, mentre Bernardi deve ricorrere al ricovero in ospedale.
Il 18 giugno 2021, in una conferenza stampa congiunta con la società, Bernardi annuncia di aver accettato di rinunciare al ruolo di allenatore della prima squadra per tornare agli Angels Santarcangelo (società satellite) in qualità di tecnico della prima squadra e dell'Under-17, oltre che per ricoprire l'inedito ruolo di responsabile per la formazione degli allenatori RBR. Dopo una tranquilla salvezza ottenuta in Serie C Silver 2021-2022, l'anno seguente gli Angels chiudono quarti assicurandosi un posto nella Serie C unica dell'anno seguente, vista la riforma dei campionati. A fine stagione, la società gialloblu ringrazia Bernardi annunciando che le strade con il tecnico si sarebbero divise.
Il 15 luglio 2023 viene ufficializzato come nuovo allenatore del Basket Ravenna, società appena retrocessa dalla Serie A2 alla Serie B.
Nell'estate 2024 trova l'accordo con San Severo, squadra di Serie B.